# Глаухау
Глаухау (њем. Glauchau) град је у њемачкој савезној држави Саксонија. Једно је од 33 општинска средишта округа Цвикау. Према процјени из 2010. у граду је живјело 24.991 становника. Посједује регионалну шифру (AGS) 14524080.

## Географски и демографски подаци
Глаухау се налази у савезној држави Саксонија у округу Цвикау. Град се налази на надморској висини од 266 метара. Површина општине износи 51,5 km². У самом граду је, према процјени из 2010. године, живјело 24.991 становника. Просјечна густина становништва износи 485 становника/km².

## Међународна сарадња
| Мјесто   | Држава    | Врста сарадње | Од    |
| -------- | --------- | ------------- | ----- |
| Линчбург | САД       | партнерство   | 2007. |
|          | Француска | партнерство   | 1996. |
| Жибоу    | Румунија  | партнерство   | 1992. |
| Згјеж    | Пољска    | партнерство   | 1996. |
|          | Француска | партнерство   | 1976. |
| Велс     | Аустрија  | контакт       | 1992. |
| Извор    |           |               |       |